# Judô nos Jogos Pan-Americanos de 2003
As competições de judô nos Jogos Pan-Americanos de 2003 foram realizadas em Santo Domingo, República Dominicana. Esta foi a décima edição do esporte nos Jogos Pan-Americanos, de 9 a 12 de agosto. Houve catorze competições, sendo sete masculinas e sete femininas.

## Medalhistas

### Masculino
| Evento         | Ouro                         | Prata                               | Bronze                                                         |
| -------------- | ---------------------------- | ----------------------------------- | -------------------------------------------------------------- |
| Até 60 kg      | Ángelo Gómez · Cuba          | Modesto Lara · República Dominicana | Reiver Alvarenga · Venezuela · Miguel Albarracín · Argentina   |
| Até 66 kg      | Yordanis Arencibia · Cuba    | Ludwig Ortiz · Venezuela            | Alex Ottiano · Estados Unidos · Henrique Guimarães · Brasil    |
| Até 73 kg      | Luiz Camilo · Brasil         | Rubert Martínez Texidor · Cuba      | Ernst Laraque · Haiti · Jean-François Marceau · Canadá         |
| Até 81 kg      | Flávio Canto · Brasil        | Gabriel Arteaga · Cuba              | Mario Valles · Colômbia · Ariel Sganga · Argentina             |
| Até 90 kg      | Brian Olson · Estados Unidos | Keith Morgan · Canadá               | Carlos Honorato · Brasil · Yosvane Despaigne · Cuba            |
| Até 100 kg     | Mário Sabino · Brasil        | Nicolas Gill · Canadá               | Michael Barnes · Estados Unidos · Oreidis Despaigne · Cuba     |
| Mais de 100 kg | Daniel Hernandes · Brasil    | Joel Brutus · Haiti                 | Martin Boonzaayer · Estados Unidos · Rigoberto Trujillo · Cuba |

### Feminino
| Evento        | Ouro                            | Prata                                | Bronze                                                          |
| ------------- | ------------------------------- | ------------------------------------ | --------------------------------------------------------------- |
| Até 48 kg     | Danieska Carrión · Cuba         | Carolyne Lepage · Canadá             | Analy Rodríguez · Venezuela · Lisseth Orozco · Colômbia         |
| Até 52 kg     | Amarilis Savón · Cuba           | Charlee Minkin · Estados Unidos      | Flor Velázquez · Venezuela · Fabiane Hukuda · Brasil            |
| Até 57 kg     | Yurisleidy Lupetey · Cuba       | Rudymar Fleming · Venezuela          | Ellen Bernice Wilson · Estados Unidos · Tânia Ferreira · Brasil |
| Até 63 kg     | Driulis González Morales · Cuba | Vânia Ishii · Brasil                 | Daniela Krukower · Argentina · Isabelle Pearson · Canadá        |
| Até 70 kg     | Regla Leyén Zulueta · Cuba      | Christina Yannetsos · Estados Unidos | Dulce Piña · República Dominicana · Elizabeth Copes · Argentina |
| Até 78 kg     | Edinanci Silva · Brasil         | Yurisel Laborde · Cuba               | Keivi Pinto · Venezuela · Amy Cotton · Canadá                   |
| Mais de 78 kg | Daima Beltrán · Cuba            | Giovanna Blanco · Venezuela          | Carmen Chalá · Equador · Olia Berger · Canadá                   |

## Quadro de medalhas
| Posição | Nação                    |    |    |    | Total |
| ------- | ------------------------ | -- | -- | -- | ----- |
| 1       | CUB Cuba                 | 8  | 3  | 3  | 14    |
| 2       | BRA Brasil               | 5  | 1  | 4  | 10    |
| 3       | USA Estados Unidos       | 1  | 2  | 4  | 7     |
| 4       | CAN Canadá               | 0  | 3  | 4  | 7     |
|         | VEN Venezuela            | 0  | 3  | 4  | 7     |
| 6       | HAI Haiti                | 0  | 1  | 1  | 2     |
|         | DOM República Dominicana | 0  | 1  | 1  | 2     |
| 8       | ARG Argentina            | 0  | 0  | 4  | 4     |
|         | COL Colômbia             | 0  | 0  | 2  | 2     |
|         | ECU Equador              | 0  | 0  | 1  | 1     |
| Total   | Total                    | 14 | 14 | 28 | 56    |